# Caecum occidentale
Caecum occidentale är en snäckart som först beskrevs av Bartsch 1920.  Caecum occidentale ingår i släktet Caecum och familjen Caecidae. Inga underarter finns listade i Catalogue of Life.